# Skype
Skype（スカイプ）は、マイクロソフトが提供していたクロスプラットフォーム対応のコミュニケーションツール（ソーシャル・ネットワーキング・サービス）。ビジネス用途向けには同社提供のSkype for Businessが存在した。開発者は旧スカイプ・テクノロジー社のニコラス・センストロムとヤヌス・フリス。Skype（英語発音: [ˈskaɪp] スカイプ）は、「Sky peer-to-peer」の略である。
2025年5月5日をもって、Microsoft Teamsに吸収統合することが発表された。このため、マイクロソフトのコミュニケーションサービスはTeamsに集約し、Skypeはサービス終了となった。

## 概要

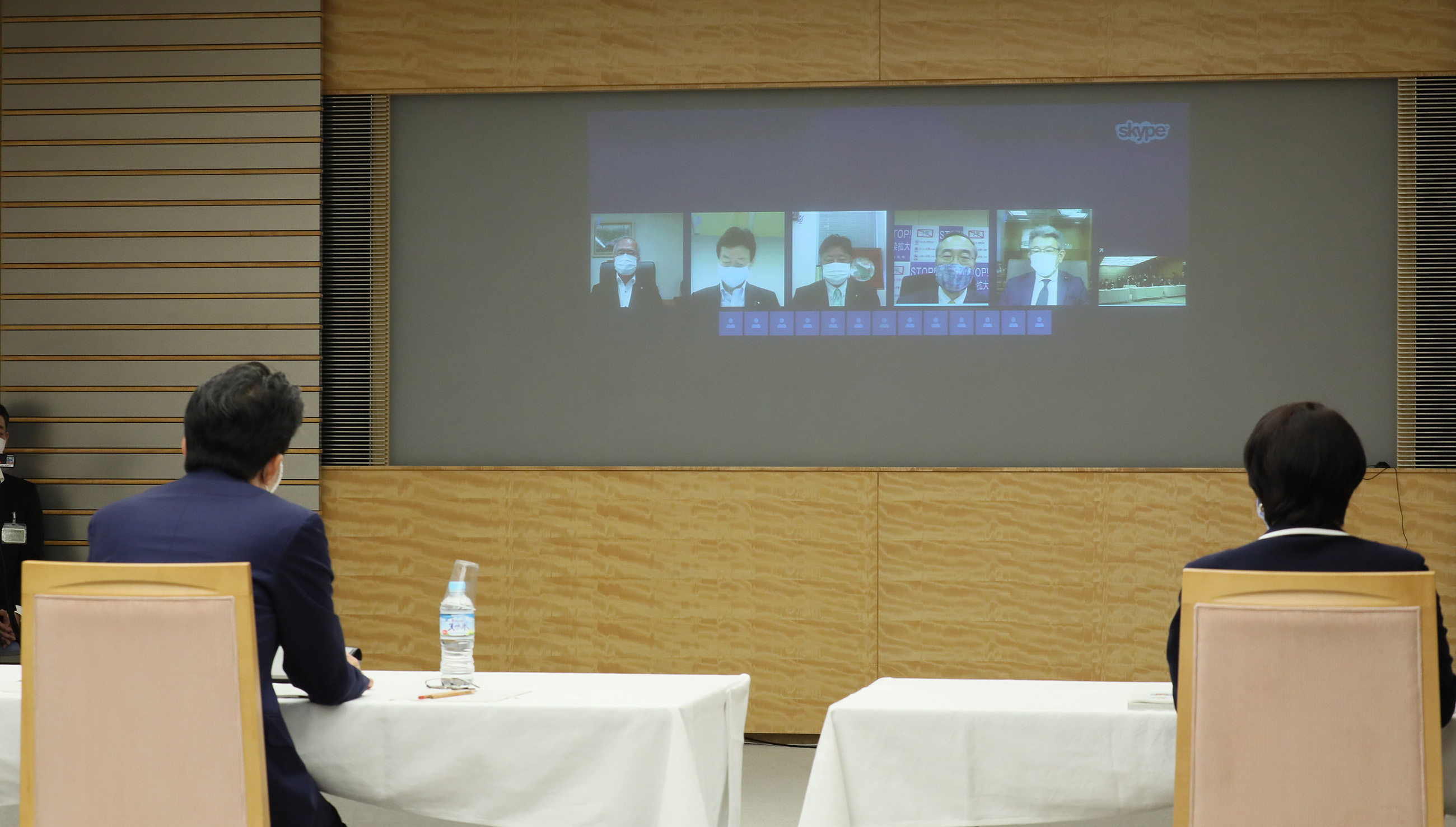
Skypeを用いたビデオ会議（令和2年度第1回国と地方の協議の場）

初期はP2P技術を、現在はクラウドベースのシステムを利用したクロスプラットフォーム対応のコミュニケーション・ソフトウェアであり、無料で提供されている。比較的低速な回線やファイアウォールの内側でも高音質の安定した通話を実現できることが特徴。Skype間の無料音声・チャット・ビデオ通話機能を備えるほか、一般の電話との相互通話を実現する機能（国によって制限がある）や、最大100名までのグループビデオ会話機能、リアルタイム字幕表示などを備えている。
Windows版はWindows 7以降のバージョンに対応している。Linux、macOS、iOS、Android用のソフトウェアが同社から無料で提供される。Linux においてはディストリビューションごとに対応が異なり、現在でも公式リポジトリに含めているものも存在すれば、マイクロソフトによる買収後に公式リポジトリからは除去され、有志のPPAによる配布のみのものもある。日本語版のソフトウェアは Skype の公式サイトのほか、提携先（後述）からも入手可能。
2016年には正式版のリリース前に次期バージョンを受け取れる「Skype Insider Program」が開始された。2018年11月には「Skype 8.0」ベースに移行した。2020年6月12日にはMicrosoft TeamsとSkypeの間でチャット・通話が可能になった。
ラジオ番組の中では、遠隔地にいるラジオパーソナリティやリスナーとを放送中にスカイプでつなぎ、電話中継に似た形で通話をそのまま放送することがある。とくにアマチュアが趣味で放送しているインターネットラジオで比較的多く見られる。
名称は当初、 Skyper（スカイパー）とする予定だったが、ドメインがすでに取得されていたので、Skype に変更した。

## 機能
- Skype ユーザー間で、1対1またはグループでの無料音声・HDビデオ通話が可能。
- Microsoft Teamsとの間でチャット・電話・ビデオ通話が可能。(データは転送時、保管時共に暗号化される）。
- グループ通話機能は最大100名まで同時に参加可能[12]。
- グリッドビューによるビデオ通話はデスクトップ版は最大12名、モバイル版は9名まで対応する[13]。
- 音声・ビデオ通話のリアルタイム字幕表示に対応している。
- ゲスト参加機能。アカウントを作らずゲスト用のリンクを生成し、会議に参加可能[14]。
- 好みの背景画像を使用できるバーチャル背景機能が導入されている。また、配信者の背景をぼかし、プライバシーを保護する[15]背景ぼかし機能がある。(Windows版、iOS版、iPadOS版のみ)
- 仮想空間の背景を共有するTogetherモードがある。
- 高音質な通信も可能。
- リアルタイム通訳機能であるSkype Translatorが実装されている[16]。
- OneDriveと連携し、クラウド上のファイルをSkypeアプリで共有可能[17]。現在はOneDriveと統合されている[18]。
- 携帯電話、固定電話への通話に対応。
- SMS(テキストメッセージ)の送信。
- 音声メッセージ機能は最大2分録音が可能[19]。
- 複雑な設定無しに、一般的なファイアウォールやNAT内からでも通信が可能。
- エンド・ツー・エンドのセキュアな暗号化通信が可能。アクセス毎に認証キーが変わる。
- 世界の誰からでも通話・チャットを受け付ける「Skype Me」機能（バージョン4以降、廃止）
- 相手がオンラインかどうか確かめる機能や、最大25人までの同時通話が出来る電話会議機能も実装されている。また、インスタントメッセンジャーやファイル転送の機能もある。

デスクトップ版
- グリッドビュー機能は最大12名まで同時に表示可能[20]。

モバイル版
- スクリーン共有に対応[21]。

Web版
- Web版はインストールの必要がなく、対応するWebブラウザーのみで使用可能。

### 仕様
- APIが公開されている。

## システム要件[22]

### デスクトップ

#### Skype for Windows デスクトップ
- OS: Windows 7・8/8.1・10・11
- CPU：デュアルコア 1.5 GHz以上
- システムメモリー：2GB以上
- DirectX v9.0以降
- グループビデオ通話の場合
  - 5人以下（最高品質の通話をする場合）
  - インターネット回線:高速ブロードバンド接続推奨（持続的な512Kbps以上の回線速度が必要）
  - CPU: 1GHz 以上のプロセッサもしくはCore 2 Duo 1.8GHz

#### Skype for Windows 10 & 11(ストアアプリ版)
- Windows 10 (バージョン1809以降)
- Windows 11 (バージョン 1809以降)

#### Skype for macOS
- OS：OS X v10.11以降
- CPU：1GHzのIntelプロセッサ(Core 2 Duo)
- システムメモリー：1GB以上
- ソフトウェアの要件
  - 最新バージョンのQuickTime

#### Skype for Linux
- OS：64-bit Ubuntu 14.04 以降、64-bit Debian 8.0 以降、64-bit OpenSUSE 13.3 以降、64-bit Fedora Linux 24 以降
- CPU：デュアルコア 1.5 GHz以上
- システムメモリー：2 GB 以上
- ハードディスク：100MB以上の空き容量のあるハードディスクドライブ
- Xv対応のビデオカードドライバ
- ソフトウェアの要件
  - libappindicator1 または GtkStatusIcon を使用して、Skypeをトレイに表示します(省略可能)

### モバイル

#### Skype for Android
- Android 4.0.4以降
  - 日本においては当初、Skype auとしてau IS03、IS01にのみ対応していたが、現在はどのキャリアの端末でも使用できる（Google Playからダウンロード可能）。

#### Skype for iOS
- iOS 10以降のiPhone / iPod touch / iPad
  - 無線LANでのインターネット接続環境（2010年5月30日のアップデートにより携帯電話回線でも利用可能）
  - Apple ID（アプリがApp Storeで配布されるため）
  - 第3世代のiPod touchの場合、音声送話には対応マイクロホンが必要（第4世代以降はスピーカーフォン形式ながら単体での通話が可能）
  - H264対応デバイスが必要。

#### Skype for Amazon Kindle Fire
- Fire OS 7以降

### Web

#### Skype for Web
- 対応Webブラウザー
  - Microsoft Edge、最新バージョンのGoogle Chrome

### その他

#### PlayStation Portable / PlayStation Vita
- PSP (PSP-2000, PSP-3000, PSP go)
  - システムソフトウェア Ver3.93以上
  - メモリースティック Duo（必要空き容量 1MB以上）
  - 無線LANでのインターネット接続環境
  - PSPのSkypeに対応した音声入出力機器（マイクロホン、リモコン付きヘッドホン）PSP-3000・PSP goでは、マイクが本体に内蔵されているので音声入力機器は不要
- PS Vita
  - メモリーカード(必要空き容量 60MB以上)
  - 無線LANでのインターネット接続環境（3G接続は各3G回線提供元によって異なる）
  - ビデオ通話は可能

#### Xbox 360 / Xbox One
- Xbox 360（旧式、S全てに対応）
  - Xbox 360は2011年秋のダッシュボードアップデートに併せて追加される
- Xbox One

## その他

### 無線LAN対応ヘッドセット
- Logitec Skype専用 無線LAN携帯端末 LAN-WSPH01WH
- パナソニック システムネットワークス Skype対応Wi-Fiフォンセット KX-WP800

### 全プラットフォーム共通事項
- サウンドカード、スピーカー・マイクロフォン（ヘッドセット推奨）

Skypeを利用するためのヘッドセット、USB接続のハンドセットやスピーカー、Bluetooth用のコードレスハンドセットがSkype認定製品としてサードパーティーから発売されている。
なお、機種によってはマイクロフォンを接続していなくても通話の接続自体やプッシュトーン（DTMF信号）の送出はできる場合がある。DTMFによる自動音声応答式のテレホンサービスなど、通話者の肉声等を送出する必要のない通話先であれば利用に支障はない。

## 対応言語
2025年5月5日のサービス終了時点での対応言語。この一覧はアプリケーションの表示に対応している言語である。
- アラビア語
- イタリア語
- インドネシア語
- ウクライナ語
- エストニア語
- オランダ語
- カタルーニャ語
- ギリシャ語
- クロアチア語
- スウェーデン語
- スペイン語
- スペイン語（メキシコ）
- スペイン語（アメリカ）
- スロバキア語
- セルビア語（ラテン）
- タイ語
- チェコ語
- デンマーク語
- トルコ語
- ドイツ語
- ノルウェー語
- ハンガリー語
- ヒンディー語
- フィンランド語
- フランス語
- ブルガリア語
- ヘブライ語
- ベトナム語
- ポーランド語
- ポルトガル語
- ポルトガル語（ブラジル）
- マレー語
- ラトビア語
- リトアニア語
- ルーマニア語
- ロシア語
- 英語（アメリカ）
- 英語（イギリス）
- 朝鮮語
- 中国語（簡体字）
- 中国語（繁体字）
- 日本語

## 過去のサービス

### SkypePhone
Skypeを利用するにあたって携帯端末向けのシステムが幾つか発表されている。モトローラは初期からSkype社といわゆる「Skype携帯」の共同開発にあたっており、Wi-Fiを利用したSkype携帯電話CN620 Wi-Fiを発売すると発表されている。時期は未定。日本でも、ウィルコムが開発したスマートフォン、W-ZERO3にSkypeがインストール可能であることが注目を集めた。
2006年9月には日本でSkype専用携帯端末がロジテックよりLAN-WSPH01WHという型番で販売された。2007年10月29日、ルクセンブルクのSkype Technologies社とイギリスの携帯電話通信事業者3（スリー）とアメリカの半導体、コンピュータソフトウェアメーカークアルコムの3社が3 Skypephoneを共同開発。プラットフォームにクアルコムの「BREW」を採用した。
米国ではパナソニック（旧九州松下系）が、Wi-Fiフォンとトラベルルーターをキャリングケースに入れて持ち運びできる製品「Wi-Fi Phone for Skype Executive Travel Set（品番：KX-WP1050）」を2007年1月に発売した。これは有線ブロードバンドが使えるホテルやオフィスなどでの利用を想定したものである。なお、日本でも2008年3月にFONネットワークへの接続機能を搭載したモデルKX-WP800が同社直販サイトでモニター販売された。

### Skype for Your Mobile（Lite版）
現在は、サポートを取り止め、後継としてfor Symbianとfor iPhoneとして提供されている。公式版のAndroid向けソフトウェアについては、近日ベータ版の提供を予定しているとしていたが、Windows Mobile版同様、Sony Ericsson向けのごく一部を除き、サポートを停止している。
- 正式には、Skype for Your MobileのLite版。なお、Skype for Your Mobileの名称は、Windows Mobile版にも用いられる。
- 指定のLG、Motorola、Nokia、Samsung、Sony Ericsson製の携帯電話に対応。日本国内で発売された機種では、Nokia E61、SoftBank 705NK、SoftBank X01NK、SoftBank X02NK、Nokia N82（ソフトバンクモデル）が該当する。
  - Windows Phoneで利用する場合とは異なり、無線LAN対応の機種であっても無線LANを用いず、3G/2Gの音声帯域ないしはパケット網を利用。従って、SoftBank X01NK、SoftBank X02NK、Nokia N82の利用時は、「パケット定額フル」がほぼ必須だが、音声帯域を使う通信が多い場合は、ドコモ契約ないしはソフトバンクモバイル契約でブループランなどを利用し、無料通話で対応するなどしなければ高額になる恐れが極めて高い。
  - プリモバイルUSIMカード利用時のSkype利用可否は不明。
  - 現状では日本語版がないため、英語版などを利用する形となる。
  - ログイン時に、利用している携帯電話（SkypeInの番号ではなく、SIMカード・UIMカードの番号。日本国内の契約の場合は、「+8190xxxxxxxx」の形式）の番号の入力も必要。
- ベータ版ではあるが、Android端末である、T-Mobile USAからリリースされたG1にも対応している。今後の端末増加により、対応機種やOSバージョンなどが増加・追加される可能性がある。

ノキア端末向けには、Skype for Symbianの提供が開始されたが、従来のSkype for Your Mobileでサポートしていた端末の一部 (Nokia E61) では、利用できない機種もある。

#### 通話・通信料
Lite版利用時は、他のハードウェア・ソフトウェア利用時に比べて特殊であるため、別途記述する。
- 海外の固定電話や携帯に通話発信 - 携帯電話の市内/国内標準通話料金（通信オペレータへの支払）と、固定電話・携帯電話への標準通話料金（Skypeアカウントからの引落）を足した額
- Skypeコンタクトへの通話発信 - 携帯電話の市内/国内標準通話料金（通信オペレータへの支払）
- インスタントメッセージとオンライン - 電話会社の標準データ料金（通信オペレータへの支払）。ソフトバンクモバイルの端末の場合は、Xシリーズ（SBM扱いのNokia N82を含む）は「パケット定額フル」の対象だが、SoftBank 705NKのみ（およびSIMロックのない端末）、SoftBankアクセスインターネットが適用されるため、「パケットし放題」の上限が無いことになる。なお、ドコモのFOMAカードを利用して、Nokia E61等を利用する場合は、mopera Uの通信体系となる。従って、パケ・ホーダイダブルまたはBiz・ホーダイダブル利用時は、PC接続時の上限額扱いとなる。
- Skypeコンタクトからの通話着信・オンライン番号への通話着信 - 国内の携帯電話に発信する標準Skype通話料金は、アカウントのSkypeクレジット残高より引落（上述の通話料ないしは通信料に併せて、Skypeアカウントからの引落）

なお、携帯電話会社の「3」との提携サービス「3 Skypephone」もある。ただし、「3」が日本でMVNOを含めた事業を行っていない日本向けのサービスは現時点では行っていない。

### Windows Mobile
2010年初頭に、サポートを停止している。
- OS: Windows Mobile ProfessionalまたはWindows Mobile Standardに対応した通信デバイス本体
  - 3G/2Gまたは、無線LANでのインターネット接続環境（ウィルコム端末での利用は、現状無線LANの利用に限定）

### Skype for TV
2017年6月30日にサポートを終了した。

### Skype for Symbian
日本で発売された端末では、現時点ではNokia N82とSoftBank X02NKがサポート対象。前身のSkype for Your Mobile（Lite版）同様、2010年9月時点では英語版のみとなっている。

## 技術
かつてのSkypeにはP2P技術が使用されていた。現在はクラウドベースのシステムへ移行している。
以下はP2P時代の解説である。
音声符号化にGIPSを使用し、バッファの最適化による高音質化が図られている。
通話の流れは次のようになる。
1. Skypeをダウンロードすると、Skypeサーバに登録され、デジタル証明書が発行される。
2. 次にログインしたときには、ログインしているノードのリストのサーバであるスーパーノードに接続される。
3. ノードのIPアドレスをスーパーノードから取得し、ノード同士で直接通信が可能となる。
4. ファイアウォールの内側からの通信の場合、常にパケットを送信している。また、両方がファイアウォールの内側にいるときは、グローバルIPアドレスを持つ第三者のマシンで中継する。

このことにより、複雑な設定無しの通信を可能にしている。
スーパーノードには、第三者のパーソナルコンピュータを利用している。ログインしているノードのリストを常に更新するために、次のようなものの中から自動で選ばれる。
1. グローバルIPアドレスを持つ。
2. 高速回線で接続されている。
3. CPU性能が高く、RAMの容量が多い。
4. Skypeの使用時間が長い。

スーパーノードに割り当てられるパーソナルコンピュータは随時変更されていき、スーパーノードの負荷が高まった場合は新たに他のコンピュータに対してもスーパーノードが追加割り当てされる仕組みになっている。
このような仕組みでサーバ機能を分散化し、段階的なネットワークの拡張、障害の局在化が図られている。Skype社にとっては低コスト化の意味もあり、自社で持っているサーバはソフトウェア配布用の数台のみである。

## 利用者の統計
2005年10月にユーザー有志による調査グループ SRコンサルティングによりSkypeユーザーおよそ400万人分のユーザープロファイルの解析調査が行われた。これらの調査結果は Mathaba.net と Skype Journal に掲載されており、以下のようになっている。
- 平均年齢: 29.7歳
- 全ユーザーの46%はヨーロッパに住んでいる。しかし、最も多くのSkypeユーザーを抱えている国はブラジルと中国（台湾を除く）であり、全Skypeユーザーの内の8.1%をそれぞれ占めている。国別のユーザー数は上位から、アメリカ合衆国 (7.0%)、台湾 (5.8%)、フランス (5.3%)、ドイツ (5.0%)、ポーランド (4.5%)、日本 (4.3%) となっている。
- 半数以上のユーザーはプロフィール内で性別を明らかにしていないため、性別の内訳などについては判然としない。

## 旧スカイプ・テクノロジーズ社
Skypeは、KaZaAの共同開発者であるニコラス・センストロムとヤヌス・フリスが開発者であり、エストニアの首都タリンで開発された。2011年にマイクロソフトに買収されるまではルクセンブルクに籍を置くスカイプ・テクノロジーズ社（以下「スカイプ社」）による運営だった。
日本国内においては、バッファロー、エキサイト、楽天コミュニケーションズの各社と提携しており、サイト上でのソフトウェアの配布やインフラの提供とともに、独自の関連商品を発売していた。かつては、ライブドアと提携して2004年10月26日からソフトウェアを配布していたが、2008年1月8日の業務提携満了に先立って、2007年11月14日に配布を終了した。2010年にはパナソニックの薄型テレビ「VIERA」において、Skypeによるテレビ電話機能を搭載した機種が発売された。
2005年10月、イーベイに約26億ドルで買収され子会社となった後、2009年には投資家グループに株式の65%が約20億ドルで売却された。その後、2011年5月、マイクロソフトが85億ドルでスカイプ社を買収することで合意、10月に買収手続きが完了し、マイクロソフトのスカイプ部門となって現在に至っている。
マイクロソフトに買収されたことで Windows 系以外のプラットフォームへの影響も懸念されたが、マイクロソフトは買収後もマルチプラットフォームを維持するとしている。

## Skypeを規制する国々
国によっては、様々な事情により、Skypeの利用に幾つかの制限を設ける動きがある。これらは、主に経済的な事情や国家・企業の防衛的な目的によるものである。日本では、2020年1月現在、Skypeに対する法的規制は特に実施されておらず、また政府レベルで議論の俎上に上ったこともない。

### アメリカ合衆国
2007年現在まで、規制などは特に行われていない。しかし、Skypeを含めIP電話は通信傍受法 (CALEA) で対象とされている「コンピュータ通信」に該当し得ると推測されるが、盗聴が困難であるため、犯罪者、特にテロリストなどの通信手段として利用されることに懸念がもたれており、今後、なんらかの対策が施される可能性が示唆されている。

### 中国
中国では中国政府に悪意となる海外からの情報を厳しく制限している（中国のネット検閲およびグレート・ファイアウォールを参照）。中国本土、とりわけ深圳において、SkypeOutの利用が制限されており、違反者には罰金が課される。また中国国内版Skype(TOM Skype)には検閲機能が内蔵されていたが、マイクロソフトは2013年11月にTOM Skypeの終了によって終わらせたと発表した。

### フランス
2005年9月、フランスの研究省は同国国防省の要請を受け入れ、国内の公共の研究機関及び高等教育機関におけるSkypeの使用を禁止する旨の通達を発した。幾つかの機関はこれを公式な禁止令と受け取っている。詳細な理由については明かされていないが、コンピュータセキュリティの専門家らは以下のような見解を述べている。
- Skypeのソースコードは明らかにされておらず、また法律によりリバースエンジニアリングが禁止されているため[要出典]、安全性を確認することができない。
- SkypeのP2Pシステムは、より速いシステムにスーパーノードという負荷の高い役目を割り当てる仕組みとなっている。各研究施設は非常に速い回線と高性能なコンピュータ複数台を有しているのが常であり、それらの研究所がSkypeを利用することは、すなわち負荷の高いスーパーノードの役目を割り振られる確率が高く、ひいてはネットワークやコンピュータの処理速度に大きな負荷を背負うリスクが高い。実際、いくつかの研究機関のネットワークシステムはSkypeを利用していたことによってダウン寸前まで追いつめられたことがある。
- Skypeが実装している情報伝達の仕組みには未知の部分が多く、暗号化はされているにしても、トラフィックがどういう経路を通るかは不明であり、無用のリスクを生じさせる恐れが少なくない。

つまるところ、Skypeは研究機関にとってセキュリティホールとなる恐れがあると見なされたのではないか、というものである。しかし、真相は定かではない。

### その他の国々
メキシコ、パナマで国営の電話事業者への収入を阻害するとして、Skype公式サイトへの接続がブロックされている。ソフトウェアとIDさえあればSkype自体の利用は可能であるため、海外からソフトウェアとIDをメールを通じて「密輸」するビジネスも存在する。このほか、コスタリカでも同様の理由からSkypeを規制する動きがある。
その他の地域では、アラブ首長国連邦がSkype公式サイトへの接続をブロック、ミャンマーではソフトウェアに規制がかかりログインが不可能となり、バーレーン、カタールなど他の国々でもSkypeの使用が制限、もしくは将来的に制限する動きがある。これらの国々の多くは電話会社が国営であり、理由はその減収が国庫に与える損失を嫌ったものである。多くのケースでは最も普及しているSkypeにさしあたりの規制の網がかけられているが、Skype以外のIP電話に対して同様の規制をかけるケースもある。

### 2000年代中盤におけるトラフィック増大論争
2000年代中盤にネットワークインフラただ乗り論争が激化した時期があり、その際にSkypeは、YouTubeなどの動画共有サービスとあわせ、インフラに対して対価を支払うことなくインターネット上でトラフィック（帯域）を占有し事業を展開していることをインフラ事業者から問題視され、インフラ事業者に対して対価を支払うべきではないか、と、批判を浴びた。特にSkypeについては、2006年1月にNTTの社長が特に名を挙げて懸念を示している。
Skypeについては、同様に批判が行われている動画配信などの数十Mbpsから数Mbps単位で帯域を使用するサービスに比べ、少なくとも現状のプログラムでは、ビデオ通話機能を利用した場合の通話時でも一時的に数百kbps単位で帯域を使用するサービスに過ぎず、利用者数の差を勘案してなお、通信量は微々たるものであり、批判するに値しないのではないか、という声も少なくなかった。
なお、NTTドコモのFOMA定額データプランの定額対象アクセスポイントにおいてはVoIPプロトコル制限が実施されており、Skypeが「ご利用できない通信」として挙げられていた。ただし、SkypeについてはVPNトンネルを経由しているためか実際には通信が遮断されているという報告はなく、その後Webサイトやパンフレットからは個別具体的なアプリケーション名は削除されている。

## 沿革
各Skypeは特に注記がない限り、Windows版である。特に重要と思われる版については太字で表記している。
2003年
- ニコラス・センストロムとヤヌス・フリスにより、"グローバル P2P テレフォニー カンパニー（世界規模のP2P電話事業者）"としてSkype社設立。
- 4月 skype.com と skype.net がレジストラに登録された。
- 8月29日 Skype 初のパブリックβ版がリリースされた。

2004年
- 6月 Skype 0.98β (ver.0.98.0.28) がリリースされる。SkypeOutを初めて搭載。
- 7月27日 Skype 1.0 (1.0.0.9) を正式リリース。
- 10月20日 「オンラインのユーザー」の数が初めて瞬間的に100万人を超えた。
- 10月26日 日本国内においてライブドアにより「livedoor-Skype for Windows」ソフトウェアが配布開始された。

2005年
- 1月 日本国内においてバッファローにより「BUFFALO-Skype for Windows」ソフトウェアが配布開始された。
- 1月5日 Skype 1.1 (1.1.0.61) を正式リリース。50人までのテキストチャットに対応。
- 2月14日 「オンラインのユーザー」の数が初めて瞬間的に200万人を超えた。
- 3月18日 「オンラインのユーザー」の数が初めて瞬間的に300万人を超えた。
- 3月23日 Skype 1.2 (1.2.0.37) を正式リリース。SkypeInとボイスメールに対応した（SkypeInは3月よりパブリックβテスト開始）。
- 6月13日 Skype 1.3 (1.3.0.45) を正式リリース。UIの改善の他、アニメーションエモーティコンが導入された。
- 9月12日 eBayがSkypeの買収を発表（同年10月にeBayによる買収が完了）。
- 9月28日 Skype 1.4 (1.4.0.71) を正式リリース。音質や応答品質がさらに改善された。
- 10月20日 「オンラインのユーザー」の数が初めて瞬間的に400万人を超えた。
- 11月 NECが2006年夏以降に日本国内で出荷する全ての個人向けPCにSkypeを標準搭載することを発表した。

2006年
- 1月5日 Skype 2.0 (ver.2.0.0.69) を正式リリース。ビデオチャットに対応した。
- 1月20日 「オンラインのユーザー」の数が初めて瞬間的に500万人を超えた。
- 2月 フュージョンがSkypeで「050」着信を可能にする「SkypeIn」を日本国内提供を開始。
- 3月27日 「オンラインのユーザー」の数が初めて瞬間的に600万人を超えた。
- 5月 Skypeパートナーズ・コミュニティー日本を設立。
- 6月14日 Skype 2.5 (ver.2.5.0.113) を正式リリース。Skypecastに対応した。
- 8月29日 「オンラインのユーザー」の数が初めて瞬間的に700万人を超えた。
- 10月5日 Skype for Pocket PC 2.1 (ver.2.1.0.65) を正式リリース。マルチチャット、SkypeIn、ボイスメールに対応。また、日本国内での使用者が多いW-ZERO3シリーズが初めてサポートされた。
- 10月23日 Skype for Mac 2.0 (ver.2.0.0.6) を正式リリース。Mac版として初めてビデオチャットに対応した。
- 11月8日 「オンラインのユーザー」の数が初めて瞬間的に800万人を超えた。
- 12月13日 Skype 3.0 (ver.3.0.0.190) を正式リリース。オープンチャット機能や Click to call 機能に対応したほか、Extraマネージャを追加。また、UIが一新された。

2007年
- 1月 フュージョンがSkypeで「050」発信を可能にする「フュージョンでSkype」（SkypeOUTとは異なる）を日本国内提供を開始。
- 1月18日 Skypeoutでの通話発信時に、1通話ごとに4.9円の接続手数料を徴収するとの発表をした。
- 1月29日 「オンラインのユーザー」の数が初めて瞬間的に900万人を超えた。
- 2月1日 Skype for Mac 2.5 (ver.2.5.0.85) を正式リリース。ビデオ画質を向上。
- 3月14日 Skype 3.1 (ver.3.1.0.144) を正式リリース。SkypeFind機能が追加されたほか、チャット中のタイプ通知に対応。
- 5月16日 Skype 3.2 (ver.3.2.0.148) を正式リリース。PayPal送金機能、HotmailやGmailなどからのアドレス帳インポートに対応。
- 5月16日 Skype for Mac 2.6 (ver.2.6.0.137) を正式リリース。通話転送機能をWindows版よりも先行して提供。
- 6月11日 Skype for Windows Mobile 2.2 (ver.2.2.0.36) を正式リリース。「TIOMAP 850」CPUをサポートすることで、サポート機種が大幅に増加した。他に、イベント通知機能などを追加。
- 8月8日 Skype 3.5 (ver.3.5.0.202) を正式リリース。ムードとして動画演出の強化を提供。
- 8月16日 大多数のユーザーが正常にログインできない、大規模な障害が発生。完全な復旧までには24時間以上を要した。Skype始まって以来最大の障害発生と報じられる。
- 8月23日 8月16日の障害を受け、有料サービスを契約中のユーザーについては、契約期間を7日間延長すると発表。
- 10月1日 巨額損失の責任を取るかたちで、SkypeのCEOニコラス・センストロムが退任。eBayはSkypeの損失9億ドルを含めた計約14億3000万ドル（1647億円）を2007年第三四半期の減損損失として計上する予定。
- 10月18日 「オンラインのユーザー」の数が初めて瞬間的に1000万人を超えた。
- 11月14日 ライブドアとの業務提携を2008年1月8日をもって終了すると発表。それにともない「livedoor & Skype」のソフトウェア提供が終了された。
- 11月15日 日本国内においてエキサイトとの業務提携により「エキサイト-Skype for Windows」ソフトウェアが配布開始された。また12月7日よりMac OS X対応の「エキサイト-Skype for Mac OS X」が公開されている。
- 11月16日 Skype 3.6 (ver.3.6.0.216) を正式リリース。高品質のテレビ電話機能に対応。
- 12月12日 Skype 3.6.0.244よりWindows Vistaに正式に対応。

2008年
- 1月8日 「オンラインのユーザー」の数が初めて瞬間的に1100万人を超えた。
- 2月13日 Skype for Mac 2.7 (ver.2.7.0.257) を正式リリース。高品質のテレビ電話、グループコンタクト機能などに対応。
- 2月18日「オンラインのユーザー」の数が1200万人を超えている事を確認した。
- 3月13日 Skype for Linux 2.0 (ver.2.0.0.63) を正式リリース。ビデオ通話、日本語に対応など。
- 3月24日 暫定CEO Michael van Swaaijが退任。Josh SilvermanがCEOに就任。
- 4月22日 1ヶ国限定プラン、世界中どこでもプラン、アジア限定プラン200（廃止）が開始された。
- 4月29日 Skype 3.8 (ver.3.8.0.115) を正式リリース。全体的に音質を向上、コンタクト追加前のプロフィール画像表示を廃止。
- 9月1日 Skypecast機能が停止。
- 9月15日「オンラインのユーザー」の数が瞬間的に1300万人を超えた。
- 10月20日 Skypeクレジットの支払い方法に、ファミリーマート店頭での現金決済追加。Skypeでクレジットカード以外の決済方法としては初となる。
- 10月20日「オンラインのユーザー」の数が瞬間的に1400万人を超えた。
- 12月2日 Skypeクレジットの支払い方法に、電子マネーであるWebMoney、BitCash、ネットキャッシュでの決済追加。但し、スカイプ公式サイトからは不可能で、Excite & Skypeのサイトからの支払いとなる。

2009年
- 1月12日「オンラインのユーザー」の数が瞬間的に1500万人を超えた。
- 2月2日「オンラインのユーザー」の数が瞬間的に1600万人を超えた。
- 2月3日 Skype 4.0 (ver. 4.0.0.206) を正式リリース。オープンチャットの作成、参加機能廃止。
- 2月16日 Skype for Windows Mobile 2.5 (ver.2.5.0.170) を正式リリース。通話音質の向上など。
- 3月30日 Skype for iPhone 1.0 (ver.1.0.0.63) を正式リリース。
- 6月30日 Skype 4.1 (ver. 4.1.0.136) を正式リリース。画面共有機能の追加、音質・画質の向上など。
- 6月30日 Skype for iPhone 1.1 (ver.1.1.0) を正式リリース。日本語を含む多言語対応、ボイスメールに対応など。
- 7月20日 Skype for Mac 2.8 (ver.2.8.0.659) を正式リリース。画面共有機能など。

2010年
- 2月25日 Skype 4.2 (ver. 4.2.0.152) を正式リリース。Skypeアクセスの追加、着信転送機能の追加など。
- 2月25日 Skype for Windows Mobile の提供を停止。
- 6月1日 Skype for iPhone 2.0 (ver.2.0.0) を正式リリース。3G回線の利用に対応、通話音質の改善など。
- 8月2日 Skype for iPad 1.0 (ver.1.0.1273) を正式リリース。
- 10月5日 Skype for Android 1.0 をAndroid Marketを通じて正式リリース。米GoogleのモバイルプラットフォームAndroid OS 2.1以降を搭載した端末に対応。
- 10月14日 Skype 5.0 (Ver.5.0.0.152) を正式リリース。Facebookとの連携、グループビデオベータ版、不意の回線切断の自動回復機能、UIの一新など。
- 10月18日 Skype社がKDDIとの戦略的かつ包括的な提携を発表。11月以降のauAndroidスマートフォンやBREW搭載機に導入予定。
- 12月23日 スーパーノードを保持するパソコンが、Skypeのソフトウェアの不具合により一斉にオフラインになり、ユーザーの間を仲介できなくなる。エンジニアが新しい「メガ・スーパーノード」を作成している最中。
- 12月30日 Skype for iPhone 3.0 (ver.3.0.0) を正式リリース。ビデオ通話に対応。

2011年
- 1月27日 Skype for Mac 5.0 (ver.5.0.0.7980) を正式リリース。グループビデオ通話の追加、ユーザーインターフェース一新など。
- 4月7日 Skype 5.3 (Ver.5.3.0.108) を正式リリース。携帯版とのビデオ通話の画質向上など。
- 5月10日 マイクロソフトが Skype 社を 85 億ドルで買収することに合意したと発表した。
- 6月30日 Skype for Android 2.0 (ver.2.0.0.45) を正式リリース。ビデオ通話に対応、ユーザーインターフェースの改良など。
- 7月5日 Skype for Mac 5.2 (ver.5.2.0.1523) を正式リリース。グループビデオ通話時の画面共有に対応、マルチタスクの改善など。
- 7月27日 Skype 5.5(Ver.5.5.0.112) を正式リリース。Facebookとの連携の強化、エモーティコンのデザイン一新、ビデオ通話の安定性向上など。
- 8月4日 Skype for Android 2.1 (ver.2.1.0.46) を正式リリース。ビデオ通話をサポートする端末の拡充など。
- 8月8日 Skype for Mac 5.3 (ver.5.3.0.1074) を正式リリース。HD画質でのビデオ通話に対応、Mac OS X Lionへの正式対応など。
- 9月28日 Skype for iPhone & iPad 3.5 (ver.3.5.84) を正式リリース。このバージョンから、iPhone用とiPad用は共通のバージョン番号を使うようになった。Bluetooth機器での通話に対応、ビデオ通話時の手ブレ補正など。Skype for Android 2.5 を正式リリース。ビデオ通話をサポートする端末の拡充、ビデオ通話中に可能な操作の追加など。
- 10月13日 マイクロソフトが Skype 社の買収を完了。
- 12月14日 Skype for Android 2.6 を正式リリース。ファイルの送受信に対応、自動サインイン機能、ユーザーインタフェースの改善など。
- 12月15日 Skype for iPhone & iPad 3.6 (ver.3.6.97) を正式リリース。チャットメッセージのコピー&ペースト、URLの自動リンクなどに対応。

2012年
- 2月2日 Skype for Mac 5.5 (ver.5.5.0.2340) を正式リリース。Facebookとの連携、ビデオ通話のUIの改善など。
- 2月3日 Skype 5.8 (Ver.5.8.0.154) を正式リリース。Facebookとの連携強化、Full HDビデオ通話など。
- 3月7日 Skype for Mac 5.6 (ver.5.6.0.143) を正式リリース。自動アップデート、グループビデオのUI改善、Lionのフルスクリーンモード対応、会話削除機能など。
- 10月25日 Skype 6.0 (Ver6.0)を正式リリース。FacebookとMicrosoftのアカウントでサインインが可能に。
- 11月6日 マイクロソフトが、中国本土を除く全世界で「Windows Live Messenger」の提供を、数カ月以内に終了することを発表。
- 11月12日 Skype for Windows Phone 8 プレビュー版 を正式リリース。
- 11月21日 Skype for Android 3.0 を正式リリース。
- 11月30日 Skype for iPhone・iPad 4.2.1 を正式リリース。iPhoneのスクリーンサイズに対応、直接アカウント作成可能に。メッセージの直接修正、Skypeアイコンが使用可能に。

2013年
- 2月13日 Skype 6.1 (Ver.6.1.0.129) を正式リリース。Outlook 2010以降との連携を強化。 Skype 6.2 (Ver.6.2.0.106) を正式リリース。eギフト対応、ツールバー変更。Mac版も同時リリース。
- 3月11日 Skypeの月額プランを改訂。
- 3月14日 Skype 6.3を正式リリース。
- 4月1日 Skype for Windows 8 1.6.0.114 を正式リリース。
- 4月3日 1日20億分の通話を達成。
- 4月8日 Windows Live MessengerをSkypeに統合。
- 5月23日 Skype for Xbox One を正式リリース。
- 5月29日 SkypeとLyncの相互接続を開始。
- 5月30日 プロモーションサイト『Skype on msn』をリニューアル。
- 6月6日 Skype 6.5 (Ver.6.5.0.158) を正式リリース。ビデオメッセージ機能をプレビュー実装。
- 6月17日 ビデオメッセージ機能を正式実装。
- 7月1日 Skype for Android 4.0 を正式リリース。デザイン変更、パフォーマンスおよび品質の向上。
- 7月4日 Skype 6.6 (Ver.6.6.0.106) を正式リリース。ビデオメッセージ機能関連のUI変更。
- 8月6日 Skype 6.7 (Ver.6.7.59.102) を正式リリース。ハイコントラスト環境への対応。
- 8月15日 SkypeがWindows 8.1へプリインストールされることを発表。

2014年
- 5月13日 Skype 6.16 を正式リリース。スペル チェックと Windows 8/8.1 自動修正、その他バグ修正

2015年
- 6月5日 Skype for Web (web.skype.com) β版をリリース。
- 9月15日 Moji (ショートビデオクリップ) を導入。

2017年
- 4月6日 Skype翻訳が日本語をサポート。

2019年
- 4月30日 Skype 8.44 (Ver.8.44.0.40) を正式リリース。メッセージ転送・引用の改善。
- 8月13日 Skype 8.51 を正式リリース。分割表示モードを導入、メッセージ編集画面の簡易化、Google Chromeによるスクリーン共有のサポート(web.skype.comのみ)。
- 12月17日 Skype 8.55 を正式リリース。ワンボタンの会議機能の導入、デスクトップ版・Web版の音声メッセージのサポート、Android版のカメラ機能拡充。

2020年
- 3月21日 Skype 8.58 を正式リリース。ユーザー削除コマンドの追加。Windows版の共有機能の追加。
- 4月16日 Skype 8.59 を正式リリース。バーチャル背景機能の導入。
- 5月18日 Skype 8.60 を正式リリース。リアクションピッカーの編集機能、ビデオ通話の3×3のグリッドビュー、グローバルショートカットの追加。
- 6月23日 Skype 8.61 を正式リリース。Skype for Windows 10がバージョン15にアップグレード、モバイル版のカスタム背景のサポート、その他バグ修正。
- 7月16日 Skype 8.62 を正式リリース。グリッドビュー表示の機能拡張、バーチャル背景機能の強化。
- 9月9日 Skype 8.64 を正式リリース。リアクションピッカーのカスタマイズ機能、その他機能変更。
- 11月12日 Skype 8.66 を正式リリース。グループ通話機能の参加人数を最大100人に倍増、その他バグ修正。
- 12月17日 Skype 8.67 を正式リリース。Togetherモードの導入、プリセット背景の拡充、その他機能追加。

2025年
- 2月28日 2025年5月5日をもって、Microsoft Teamsに吸収統合される形でサービス終了することが発表された。
- 5月5日 サービス終了。スマートフォンならびにタブレット用アプリは、起動すると Teams に誘導されるようになった。
- しかし日本国内の一部のユーザーは、5月9日になっても Windows デスクトップ版 Skype で複数人とチャット出来る事を実体験している。